# 로자파성

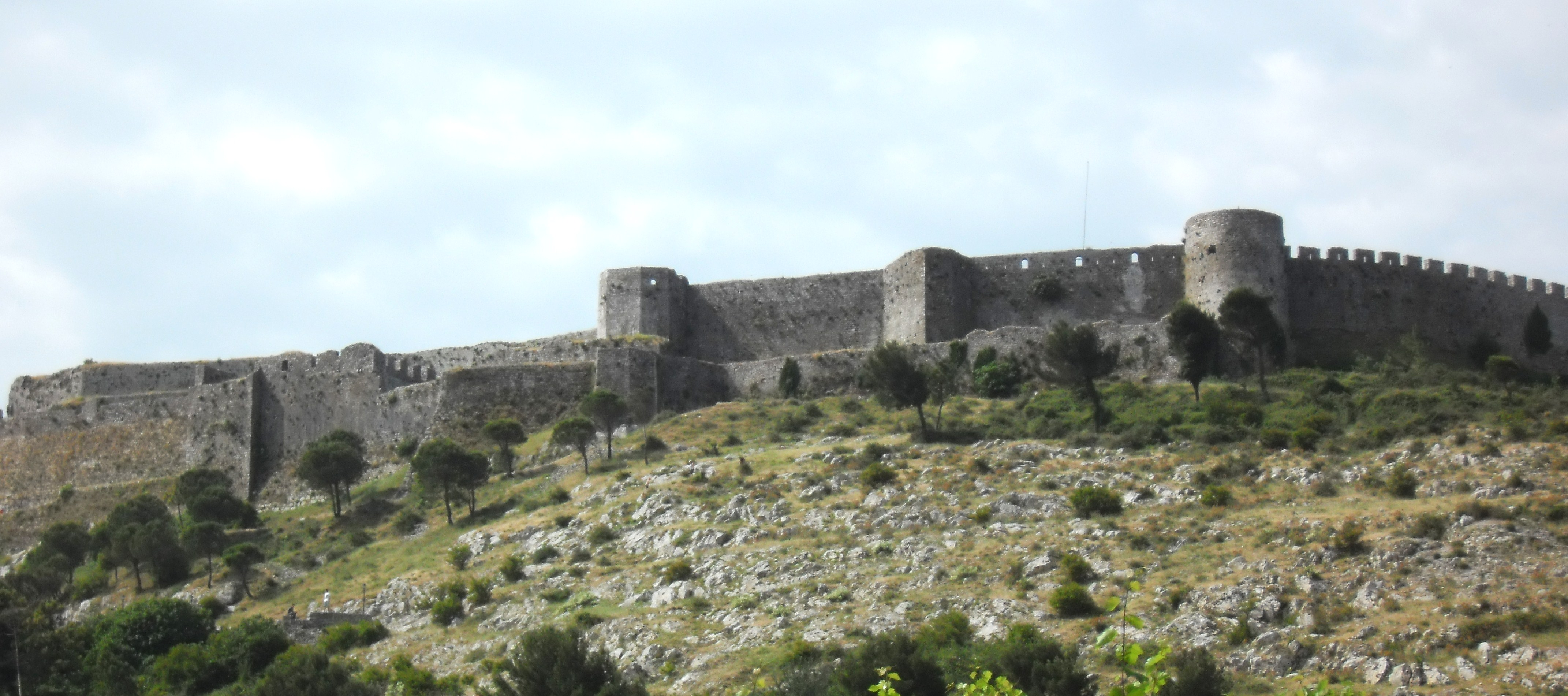
로자파성

로자파성(알바니아어: Kalaja e Rozafës)은 알바니아 북서부 슈코더르에 있는 성이다. 해발 130m(430피트)의 바위 언덕 위에 우뚝 솟아 있으며, 보야나강과 드린강에 둘러싸여 있다.